# 上山満兼
上山 満兼（かみのやま みつかね、生年未詳 - 天正8年（1580年））は安土桃山時代の武将。上山城城主。父は武衛義節。初名は武衛義政、また別名は里見満兼ともいう。

## 生涯
上山氏は天童氏の分族である。この事から里見を名乗ることもあった。満兼もまた天童氏に協力した。祖父の代からは武衛氏を名乗った。満兼自身も武衛義政を名乗った。
満兼は中野義清の娘（最上義守の妹）を娶って最上氏と縁戚を結び、また本家に当たる天童氏とも連絡を取る。さらに、曾祖父・義房の代から敵対する伊達氏との関係改善に努め、領内の安定化を図った。天正最上の乱では当初最上義光に加担したが、義守方についた伊達軍が上山付近の樽下に進軍すると、義光方を裏切り、伊達軍の通過を許した。このため最上義光と対立。和議破綻後の天正6年(1578年)、満兼は伊達輝宗と連合し最上氏を攻め、最上方は大きな被害を受けた。この事から満兼は義光に警戒されることとなる。また満兼は天童氏の分族であり、最上八楯に協力していた。天正5年(1577年)には天童・最上の戦が勃発しており、和議があったとはいえ、満兼は天童・伊達ら反義光の勢力と連絡を取っているため義光は警戒していた。天正8年(1580年)、最上家臣・氏家守棟、谷柏直家らの調略を受けた満兼の重臣であり一門でもある里見義近・里見民部親子が義光に内応。民部は自身の兄で満兼派の里見内蔵助を殺害、満兼は義光に攻められる。里見民部が内部から攻撃して満兼を討ち取り、満兼は死亡した。上山城主は里見民部が就き、上山里見氏は形式上存続したと思われる。
のち、里見民部は最上義康謀殺に加担した罪を問われて殺害された。また、里見内蔵助の遺児の里見元勝は、父の仇である民部の一族の多くを殺し、伊達家に仕えたという。